# ROCBULL
ROCBULL（ロックブル）はかつてXリーグに所属した社会人アメリカンフットボールのクラブチームである。
1991年（平成3年）4月、学生援護会が企業活動の一環として「学生援護会ROCBULL」という名称で創部。「NEO企業人の創造」をチームテーマとし、仕事とアメリカンフットボールの能力を極限まで高め、尚且つ追求するあらたな企業人の育成を目指す、言わば、一流のスポーツマンと社会人を育てる活動的な集団である。
創設当初は大相撲の元横綱・輪島大士が総監督を務めていた。
1993年、日本社会人アメリカンフットボール協会に準加盟、1994年には第2回関東社会人選手権大会、関東社会人2部リーグでそれぞれ優勝し関東社会人1部リーグへ昇格した。
1995年、第3回関東社会人選手権大会、関東社会人1部リーグで優勝しXリーグ2部昇格を決めた。創部から21連勝を果たしていたが1996年にJr. Pearl Bowl Tournamentで日本生命ロングランズに敗れた。
1997年、Xリーグ2部で初優勝し入替戦に出場したがレナウンローバーズに敗れた。1999年に再び2部で優勝し入替戦で三和銀行ラークヒルズを破りXリーグ昇格を果たした。
2004年、1992年からヘッドコーチを務めたジョン・ポント（John Pont）がアドバイザーとなり松岡輝茂が後任となった。
2006年4月、学生援護会がインテリジェンス傘下となった事に伴いクラブチーム『ROCBULL』として再スタート。但し、2007年現在、インテリジェンスのWEBサイトにロックブルに関する記載は無く、チームのオフィシャルサイトにもインテリジェンスの名称は一切記述が無い。 
ROCBULLとは『自由に空を舞う男たちの集団』を意味し、ROC（アラビアンナイトに出てくる伝説上の巨大な鳥）、BULL（力強い、がっちりとした男）の二つの言葉から造られた言葉である。
2006年から3シーズン連続で入替戦出場となっていたが、2008年シーズンにおいてX2との入替戦を辞退し、2009年シーズンからはX2リーグに所属していたがそのシーズンを最後に活動を休止している。
Xリーグでの最高成績は2001年、2002年のディビジョン4位。